# Pilgerkapelle St. Bartholomäus (Sevinghausen)

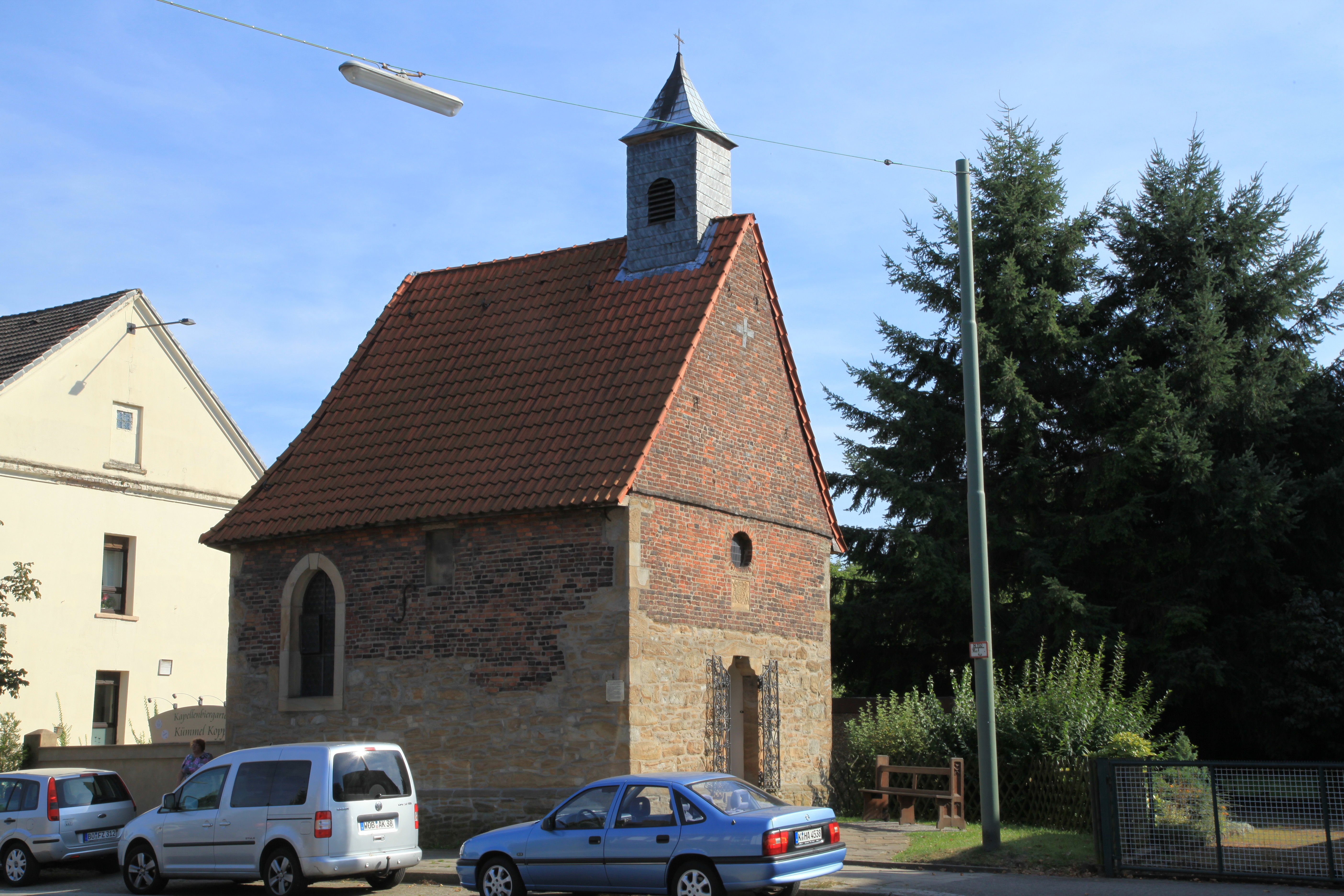
St. Bartholomäus am Wattenscheider Hellweg

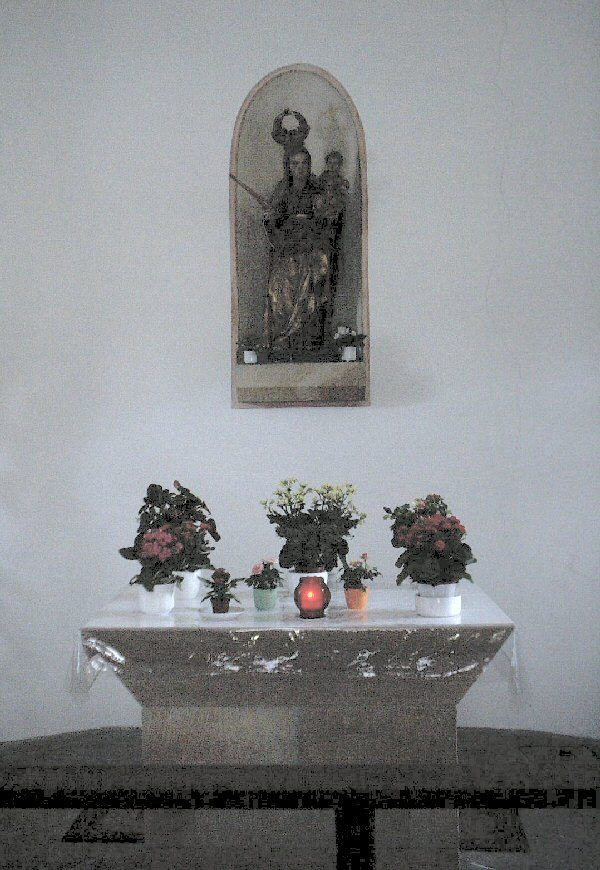
In der Kapelle

Die Pilgerkapelle St. Bartholomäus ist eine Kapelle im Stadtteil Sevinghausen von Wattenscheid in Bochum.

## Geschichte
Die Kapelle gehörte zu einem Pilgerhaus und „Hospital“, das bereits um 1364 gestiftet wurde. Graf Engelbert IV. von der Mark befreite 1371 die Herberge von allen Steuern und verlieh ihr das Erbrecht. Am Wattenscheider Hellweg gelegen, konnten hier die Pilger übernachten, die über den Hellweg und den Jakobsweg zum Grabmal des Heiligen Jakobus (einer der zwölf Jünger Jesu) in Santiago de Compostela in Spanien wanderten.
Die Kapelle wird urkundlich erstmals 1395 erwähnt. In der örtlichen Geschichtsschreibung wird berichtet, dass die Kapelle vom Burgherrn und Ritter Dietrich von der Leyten von der nahegelegenen Burg Leithe (später: Gut Leithe) gestiftet wurde, der dazu die Fläche und Einkünfte aus seinem Besitz hergab. Dieser hatte geschworen, eine Kapelle für die St.-Jakobs-Pilger zu stiften, wenn sein in einem fernen Land im Kampf schwer verwundeter Sohn wieder gesund würde.
Die Herberge und die Kapelle wurden im Dreißigjährigen Krieg zerstört.
Im Jahr 1661 wurde die Kapelle durch den „Galgenpastor“ Gerhard Veynhofen wieder aufgebaut. Die Kapelle besteht heute aus einem einfachen Tonnengewölbe aus Ruhrsandstein und Backstein.
Obwohl die Kapelle bereits im Denkmalverzeichnis des Provinzialkonservators aufgenommen war, sollte sie 1912 abgerissen werden. Der zuständige Kirchenvorstand erklärte sich erst nach breitem Widerstand der örtlichen Bevölkerung zur Erhaltung des historischen Bauwerks bereit. In seinem Beschluss vom 13. März 1913 hieß es schließlich, dass „im Interesse der Denkmalpflege im Industriegebiet […] die alte Bartholomäus-Kapelle zu Sevinghausen erhalten wird“.
Im Jahr 1972 (ein Jahr vor der Ölkrise) wurde die Kapelle erneut renoviert und dient seitdem als Autofahrerkapelle. Durch die Aufnahme des Hellwegs in das Netz der europäischen Jakobswege im Jahr 2010 gewinnt sie aber auch wieder an Bedeutung als Pilgerkapelle. Sie liegt in der Nähe des Heimatmuseums Helfs Hof.
Heute noch feiert die Pfarrei St. Gertrud von Brabant in Wattenscheid als Hausherrin jährlich am 24. August, dem Bartholomäustag, das Patronatsfest in der Kapelle.